# 택시미터

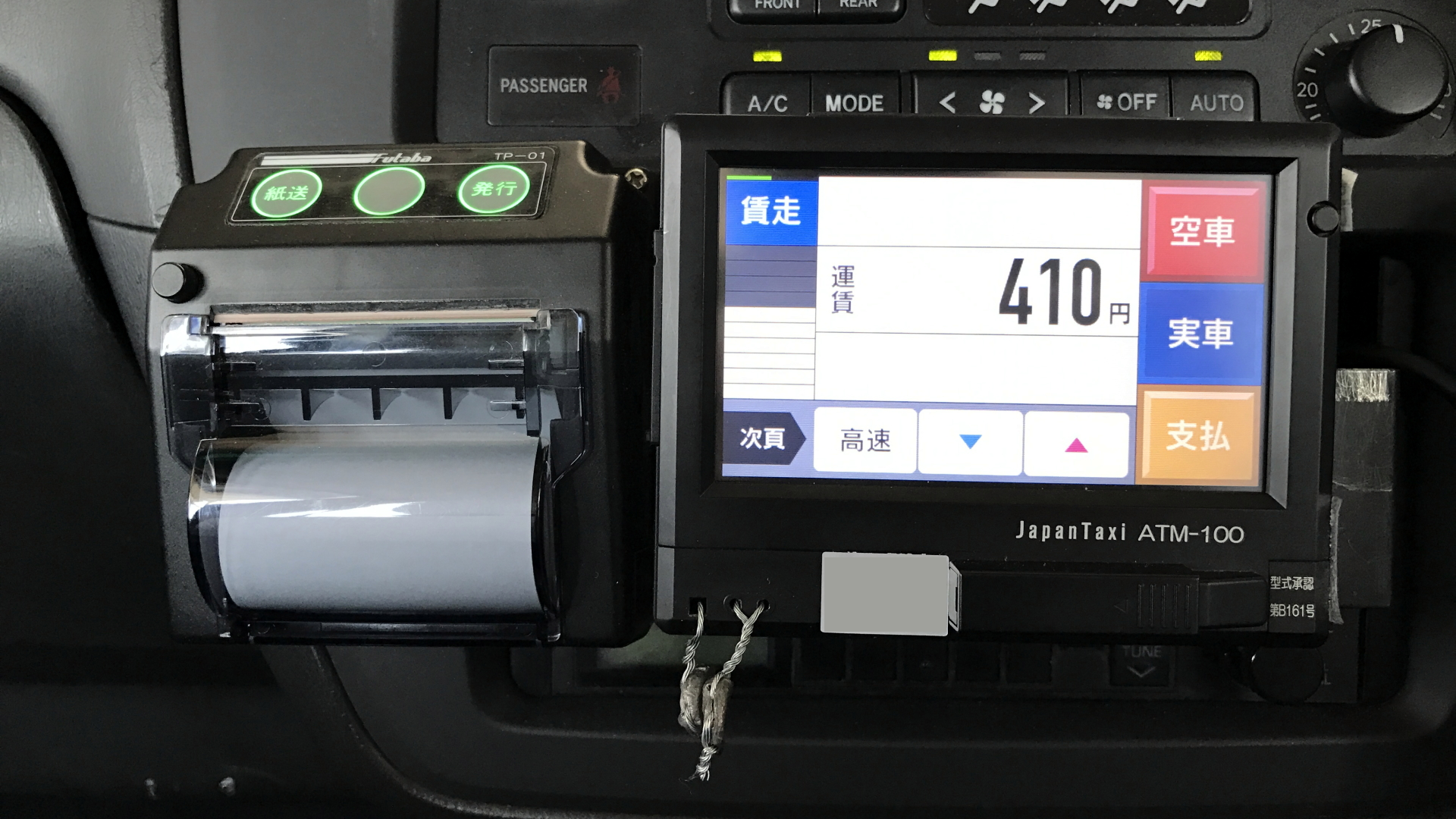
일본의 택시미터

택시미터(taximeter) 또는 미터기는 이동 거리와 대기 시간의 조합을 기준으로 승객 요금을 계산하는 택시 및 자동 인력거에 설치된 기계 또는 전자 장치이다.

## 역사
현대식 택시미터는 1891년 독일인 프리드리히 빌헬름 구스타프 브룬(Friedrich Wilhelm Gustav Bruhn)에 의해 발명되었으며, 세계 최초의 미터기가 장착된(및 휘발유 구동) 택시인 다임러 빅토리아(Daimler Victoria)는 1897년 고틀립 다임러(Gottlieb Daimler)에 의해 제작되었다.
택시미터는 원래 기계식으로 운전석 바깥쪽, 운전석 앞바퀴 위에 장착되었다. 미터기는 곧 택시 내부로 옮겨졌고, 1980년대에는 전자식 미터기가 도입되어 한때 익숙했던 미터기 타이밍 메커니즘의 똑딱거리는 소리가 사라졌다.
일부 지역에서는 택시에 무료(이용 가능)인지를 나타내는 작은 조명 표시가 표시된다. 아르헨티나에서는 이 표시를 "반데리타"(작은 깃발)라고 부르는데, 이는 작은 깃발을 돌려 메커니즘을 감았던 기계식 택시미터 시대의 이월 용어이다. 깃발은 여행 시작 시 숨겨지고 여행이 끝나면 보이는 위치로 이동된다.
월드 모토(World Moto)는 세계 최초의 오토바이 및 페디캡(pedicab)용 휴대용 택시미터를 개발했으며, 패스트 컴퍼니(Fast Company)는 이를 "100년 만에 최초의 실제 택시미터 혁신"이라고 불렀다.

## 같이 보기
- 오도미터
- 속도계
- 타코미터